# Costa Rica nos Jogos Olímpicos de Inverno de 1992
A Costa Rica competiu nos Jogos Olímpicos de Inverno de 1992, realizados em Albertville, França.